# Martin Stricker
Martin Stricker (* um 1577 in Lübeck; † 14. Februar 1649 in Hamburg) war ein deutscher Priester.

## Leben
Strickers Vorfahren sind nicht bekannt. Ab dem 15. Juli 1597 studierte er Philosophie am päpstlichen Seminar in Braunsberg. Zuvor war er in die Marienkongregation eingetreten, für die er 1603 bis 1604 als Konsultor arbeitete. 1604 besuchte er kurzzeitig das Noviziat der Jesuiten, das er jedoch aus gesundheitlicher Gründen verlassen musste. Anschließend ging er an das römische Collegium Germanicum, wo er Theologie studierte.
Nach dem Studium kehrte Stricker nach Deutschland zurück. Der päpstliche Nuntius in Köln, Antonio Albergati, ernannte ihn zu seinem Substituten für die nordische Mission. Stricker lebte danach als Spiritual im Oldenkloster der Benediktinerinnen in Buxtehude. Er sollte die Zustände im deutschen Norden und die dortigen Katholiken untersuchen, diesen geistliche Hilfe leisten und ihnen, wenn möglich, freie Ausübung ihrer Religion ermöglichen.
1612 ging Stricker als Kanoniker an die Kirche vom Heiligen Kreuz nach Hildesheim. Die im selben Jahr aus Altona ausgewiesenen Katholiken besuchte er zur seelsorgerischen Betreuung. Er setzte sich für die öffentliche Ausübung der katholischen Religion in Altona und Hamburg ein, die ab 1622 wieder möglich war.
1623 mussten die Jesuiten Hamburg verlassen. Stricker arbeitete danach weiterhin dort, übertrug die Aufgabe aber 1624 einem für Hamburg vorgesehenen Missionar. Danach zog er nach Magdeburg. 1627 wurde er Apostolischer Missionar für die Bistümer Bremen und Lübeck und erhielt die hierfür notwendigen Vollmachten. Seine Residenzpflicht in Hildesheim wurde wiederholt ausgesetzt. 
Stricker setzte sich sehr für die Bewahrung und Verbreitung des katholischen Glaubens in den Diözesen Magdeburg und Halberstadt ein. Wallenstein bot ihm 1629 das Bistum Schwerin an, das Stricker jedoch nicht übernahm. 1635 hielt er sich in Wien auf, wo ihm Kaiser Ferdinand II. die Vollmacht ausstellte, den Hamburger Senat aufzufordern, den dort lebenden Katholiken eine freie Religionsausübung zu ermöglichen, die diesen gemäß dem Prager Frieden zustand.
Stricker reiste unermüdlich durch ganz Niedersachsen und Dänemark. 1640 besuchte er erstmals die Mission in Friedrichstadt. 1645 reiste er gemeinsam mit einem kaiserlichen Bevollmächtigten nach Kopenhagen, wo seine Vollmachten auf Dänemark ausgeweitet wurden. Während des Dreißigjährigen Krieges stellte er seine Bemühungen nicht ein, die wenigen Reste des Katholizismus zu bewahren. Schwedische Soldaten überfielen ihn 1646 auf einer Reise von Bremen nach Hamburg und raubten ihn vollständig aus. Danach lebte Stricker in Magdeburg, später in Lübeck. Er reiste immer wieder nach Hamburg, wo der Jesuit Heinrich Schacht wirkte.
Stricker galt als einer der seinerzeit besten Missionare. Er hatte derart umfangreiche Vollmachten, dass diese fast an einen apostolischen Vikar heranreichten. Spätestens 1626 trug er einen Doktortitel der Theologie und war ein Ritter des Heiligen Grabes. Er wurde im Oldenkloster in Buxtehude begraben.